# 1427
Évszázadok: 14. század – 15. század – 16. század
Évtizedek: 1370-es évek – 1380-as évek – 1390-es évek – 1400-as évek – 1410-es évek – 1420-as évek – 1430-as évek – 1440-es évek – 1450-es évek – 1460-as évek – 1470-es évek
Évek: 1422 – 1423 – 1424 – 1425 –  1426 – 1427 – 1428 – 1429 – 1430 – 1431 – 1432

## Események

### Helyek szerint

#### Ázsia
- Yaksa Malla király felépíti a baktapúri királyi palotát Nepálban.
- Minrekyansa lesz az ősi Burma királya.

#### Európa
- A Lincoln College alapítása Oxfordban.
- Az első boszorkányüldözés Svájcban.
- Brémát kirekesztik a Hanza-szövetségből.
- Brankovics György lesz a szerb fejedelem, 1429-től despotaként egyben a szerb ortodox egyház feje.
- A portugálok elfoglalják az Azori-szigeteket.[1]

##### Magyarország
- június 19. – Lazarevics István szerb despota halálával 17 vár és erősség kerül vissza Magyarországhoz.
- Luxemburgi Zsigmond magyar király elűzi Radut a havasalföldi trónról és II. Dant ülteti a helyébe.
- Luxemburgi Zsigmond magyar király a török veszély ellen felépítteti Szentgyörgy várát a Duna partján.

#### Amerika
- Trónra lép Itzcóatl, Acamapichtli fia, az aztékok negyedik királya († 1440).

## Születések
- október 26. – Luxemburgi Zsigmond, később főherceg, Tirol uralkodója.
- Ajtósi Albrecht aranyműves, Albrecht Dürer festőművész apja († 1502).
- Galeotto Marzio olasz humanista († 1497)

## Halálozások
- június 19. – Lazarevics István szerb despota.
- Sigismund Albicus, Prága érseke.
- Chimalpopoca, az Azték Birodalom harmadik királya